# Chalkida
Chalkida (neugriechisch Χαλκίδα Chalkída [xalˈkʲiða] (f. sg.)), früher auch Chalkis (altgriechisch Χαλκίς Chalkís) genannt, ist die Hauptstadt der griechischen Insel Euböa. Als Gemeinde der Region Mittelgriechenland erstreckt sie sich zu beiden Seiten der schmalen Meeresstraße Euripos mit zwei Gemeindebezirken auf dem Festland und drei an der zentralen Westküste der Insel.
Über den Euripos führte bereits seit 411 v. Chr. eine Brücke, die Chalkis mit dem Festland verband. Eine Besonderheit ist, dass es in der Bucht von Chalkida Gezeiten gibt und sich daher die Strömungsrichtung in der Meeresenge unter der Brücke mit Ebbe und Flut alle sechs Stunden ändert.

## Geschichte

### Archaische Zeit

Chalkis und Eretria auf der Lelantischen Ebene

Chalkis war in der Antike die wichtigste Stadt Euböas und durch ihre Lage am Euripos auch verkehrspolitisch bedeutsam. Schon seit der frühen Bronzezeit existierten hier Siedlungen. Als älteste Bevölkerung galt der bereits von Homer in der Ilias erwähnte Stamm der Abanten. Das antike Chalkis lag etwas südlich der heutigen Stadt. Seine größte Bedeutung erlebte es in archaischer Zeit, in der es zu den wichtigsten Handelsstädten des gesamten Hellas gehörte. Es besaß große Agrarflächen, u. a. die fruchtbare Lelantische Ebene, um deren Besitz es mit der Nachbarstadt Eretria im 7. Jahrhundert v. Chr. den langwierigen und schließlich siegreichen Lelantischen Krieg führte. Weitere Wirtschaftszweige waren Fischerei nach Purpurschnecken, Herstellung chalkidischer Vasen und Metallverarbeitung. Die Einwohner kolonisierten unter anderem die Halbinsel Chalkidiki, die von Chalkis ihren Namen herleitet. Zusätzlich gründeten sie ab dem 8. Jahrhundert v. Chr. zahlreiche weitere griechische Kolonien in der Ägäis, auf Sizilien (u. a. Himera, Naxos und Messana, das heutige Messina) sowie in Unteritalien (u. a. Kyme und Rhegion).

### Klassische griechische Antike
Ab etwa 530 v. Chr. wurden in Chalkis eigene Münzen geprägt. Bald darauf verlor es aber seine bisherige Machtstellung. 506 v. Chr. wurde es von den Athenern unterworfen, woraufhin sich 4000 attische Siedler in der Lelantischen Ebene niederließen. Diese begaben sich 490 v. Chr. in ihre Heimat zurück. Chalkis stand aber weiterhin unter dem Einfluss Athens, den es 446 v. Chr. durch einen Aufstandsversuch vergeblich abzuschütteln versuchte. Perikles verhinderte den Abfall der Stadt; die herrschenden adligen Hippoboten wurden vertrieben. Die Chalkidier wurden nun förmliche Untertanen Athens. Nach Misserfolgen Athens im Peloponnesischen Krieg konnten sie aber 411 v. Chr. ihre Unabhängigkeit zurückerlangen. Dennoch trat die Stadt bereits 377 v. Chr. erneut in den zweiten Attischen Seebund ein. Nach der Schlacht von Leuktra (371 v. Chr.) musste Chalkis wie die anderen euböischen Städte der aufstrebenden thebanischen Macht unter Epaminondas Heeresfolge leisten. Durch den Sieg König Philipps II. in der Schlacht von Chaironeia (338 v. Chr.) kam Chalkis wie ganz Euböa unter die Herrschaft der Makedonier.

### Hellenismus; Unterwerfung durch die Römer
In früher hellenistischer Zeit befand sich Chalkis, zu einer starken Festung ausgebaut, weiterhin meist unter der Oberhoheit der makedonischen Machthaber. So stand es am Beginn der Diadochen-Zeit unter der Herrschaft Kassanders, wurde aber 304 v. Chr. von Demetrios I. Poliorketes besetzt und für frei erklärt. Dann blieb es in den Händen der Antigoniden ein fester Stützpunkt makedonischer Herrschaft und wichtig als Flottenstation. Um 253 v. Chr. fiel Alexandros, Kommandant der Besatzungen von Korinth und Chalkis, von seinem Onkel, dem Makedonenkönig Antigonos II. Gonatas, ab und herrschte in beiden Städten als unabhängiger Fürst. Nach seinem um 245 v. Chr. erfolgten Tod kam Chalkis mit Euböa wieder an Antigonos II. Auch dessen Nachfolger Demetrios II. und Antigonos III. Doson blieben wohl ungestört im Besitz von Chalkis. Der folgende, ab 221 v. Chr. regierende Makedonenkönig Philipp V. bezeichnete Chalkis mit Korinth und Demetrias als die „Fesseln“ Griechenlands. In der späteren Phase des Zweiten Punischen Kriegs griffen der römische Feldherr Publius Sulpicius Galba Maximus und der pergamenische König Attalos I. 207 v. Chr. Chalkis an, konnten es aber infolge seiner festen Lage und heftiger Meeresströmungen im Euripos nicht einnehmen. Dies gelang zwar 200 v. Chr. Gaius Claudius Centho, doch war er es ihm nicht möglich, die Stadt längere Zeit zu behaupten. Nach seiner Niederlage in der Schlacht von Kynoskephalai (197 v. Chr.) gegen die Römer musste Philipp V. schließlich der Herrschaft über Chalkis entsagen, das unter römische Kontrolle kam. 192 v. Chr. vermochte Antiochos III. die Stadt vorübergehend in seinen Besitz bringen, verbrachte hier den Winter 192/191 v. Chr. und feierte seine Hochzeit, doch fiel Chalkis bald wieder unter römische Herrschaft. 146 v. Chr. schloss sich Chalkis dem von Kritolaos geleiteten Aufstand Griechenlands gegen die Römer an, nach dessen Scheitern die Stadt geplündert und ihre Mauer geschleift wurde. Sie blieb aber militärisch bedeutsam und diente den Feldherren des Königs Mithridates VI. von Pontos während dessen ersten Kriegs gegen Rom von 88–85 v. Chr. als wichtiger Stützpunkt.

### Mittelalter und Neuzeit
In der Kaiserzeit bewahrte Chalkis einen gewissen Grad an wirtschaftlicher Blüte und gehörte zur römischen Provinz Achaea. Als Festung und Handelsstadt blieb es auch über das ganze Mittelalter von Bedeutung. Im 6. Jahrhundert n. Chr. liefert der Historiker Prokop eine nähere Schilderung des Euripos mit einer beweglichen Holzbrücke unter der Regierung Justinians; auch soll der Kaiser die Befestigung der Stadt erneuert haben. In byzantinischer Zeit änderte sich der Name der Stadt allmählich in Euripos, der dann mit leichter Änderung der Aussprache in Egripos abgewandelt wurde. Anfang der 880er Jahre griff der von den Abbasiden eingesetzte Emir von Tarsos, Yazaman al-Khadim, Chalkis mit 30 Schiffen an, wurde aber vom Satrapen des Hellas, Oineiates, zurückgeschlagen. Im 12. Jahrhundert war die Stadt eine venezianische Handelsstation, die 1171 von einer venezianischen Flotte angegriffen und 1209 nach dem Vierten Kreuzzug von Venedig eingenommen wurde. In der westlichen Welt war die Stadt im Mittelalter unter dem Namen Negropont oder Negroponte bekannt. Den Venezianern verdankt sie eine neue Befestigung, Wasserleitung, überhaupt ihre architektonische Physiognomie bis zur Neuzeit. Sie wurde der Sitz eines Bistums der lateinischen Kirche. 1317 griff die Katalanische Kompanie und 1350/51 eine türkische Armee Negroponte an. Die venezianische Periode endete schließlich mit der im Juli 1470 erfolgten Eroberung von Negroponte durch die Osmanen während der Regierung des Sultans Mehmed II. Unter ihrer Herrschaft war die Stadt Sitz des Admirals des Archipels der Ägäischen Inseln. 1688 wehrten die Osmanen einen Angriff Venedigs ab. Nach dem griechischen Unabhängigkeitskrieg ging die Stadt am 7. April 1833 an die Regierung des neuen  griechischen Königreichs über.
Von 1899 bis 2010 war Chalkida Verwaltungssitz der Präfektur Euböa. Chalcis in Graecia ist ein Titularbistum der katholischen Kirche.
Chalkis weist die älteste ununterbrochen bestehende jüdische Gemeinde Europas auf, die bereits seit der Antike existiert und zur Gruppe der griechischsprachigen Romanioten zählt. Im Zweiten Weltkrieg konnten dank der Hilfe ihrer christlichen Nachbarn von 327 Gemeindemitgliedern 305 gerettet werden. Heute hat die Gemeinde noch 66 Mitglieder.
1993 wurde die neue zweite Brücke eröffnet, die Chalkida und die Insel Euböa mit dem Festland verbindet. Im Jahr 2002 fanden die Ringer-Weltmeisterschaften der Frauen in Chalkida statt.

## Persönlichkeiten

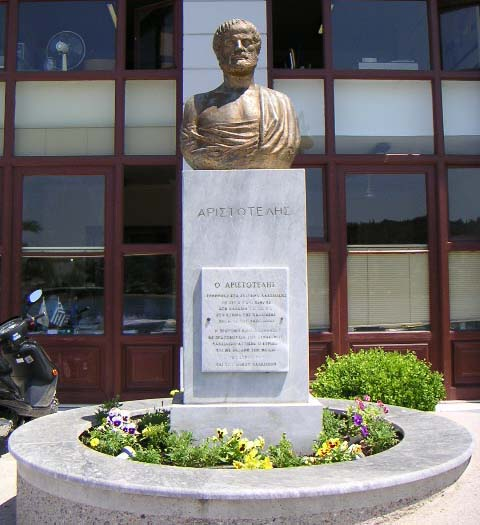
Aristoteles-Statue vor dem Rathaus in Chalkida

- Der griechische Philosoph Aristoteles starb im Jahre 322 v. Chr. in Chalkida, dem Geburtsort seiner Mutter.
- Der Grammatiker und Dichter Lykophron aus Chalkis (um 290/250 v. Chr.) stammt wahrscheinlich aus der Stadt.
- In Chalkida wurde 1904 der Komponist Nikos Skalkottas geboren. Er starb 1949 in Athen.
- Der griechische Politiker und ehemalige Ministerpräsident Nikolaos Kalogeropoulos (1851–1927) wurde in Chalkida geboren.
- Mardocheos Frizis (1893–1940), Oberst der griechischen Streitkräfte, fiel als erster höherer griechischer Offizier am 5. Dezember 1940 an der albanischen Front.
- Angelos Basinas (* 1976), griechischer Fußballspieler

## Einwohnerentwicklung

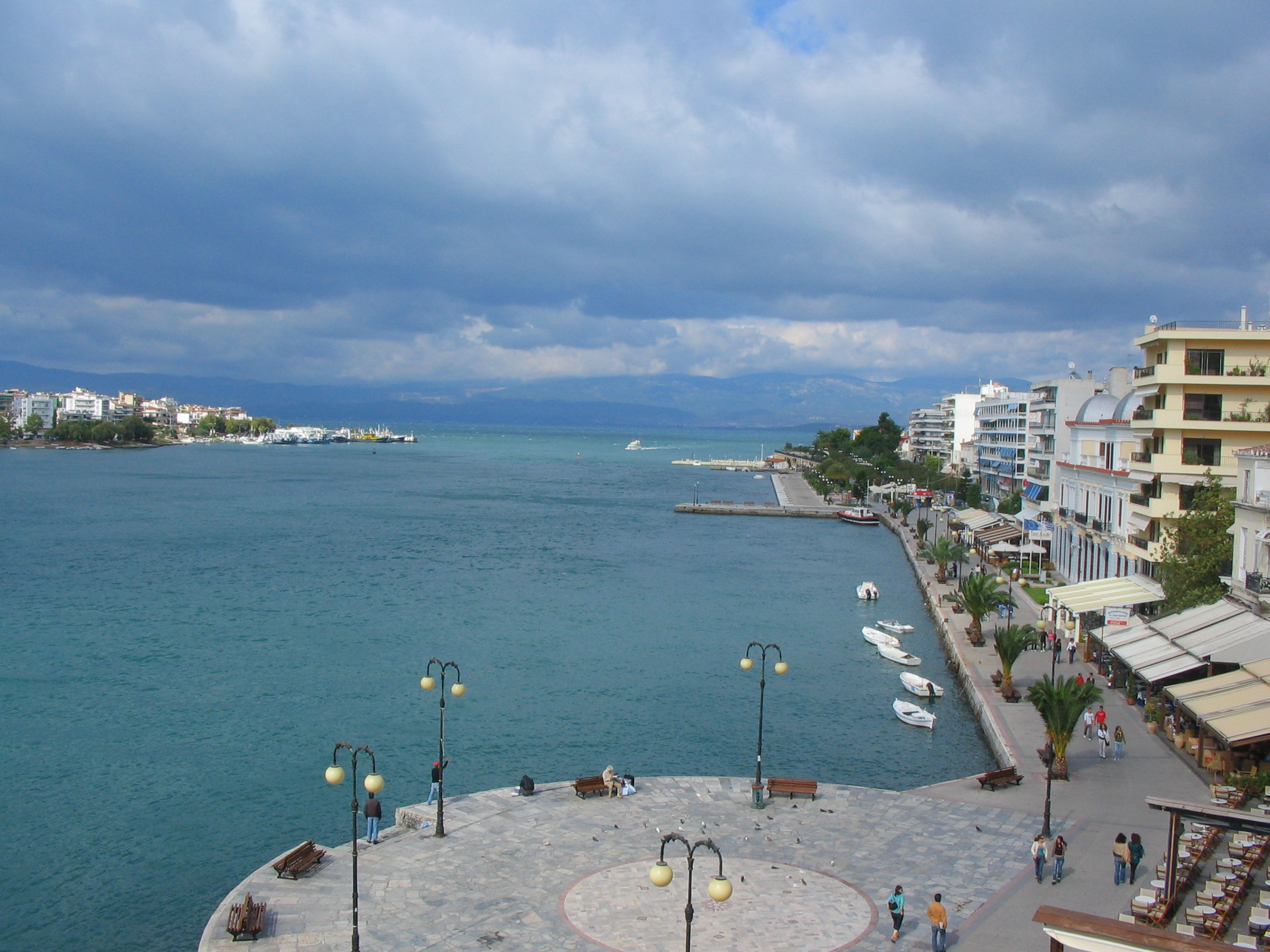
Chalkida

| Jahr | Einwohner                                      |
| ---- | ---------------------------------------------- |
| 1981 | 44.847                                         |
| 1991 | 51.646 (Stadt), 60,646 (urbaner Siedlungsraum) |
| 2001 | 53.584                                         |

## Städtepartnerschaft und Städtefreundschaft
Seit dem Jahr 1999 besteht eine Städtepartnerschaft mit Brühl.
Im Jahr 2000 wurde eine Städtefreundschaft mit Menden vereinbart.
Seit dem Jahr 2011 besteht eine Städtepartnerschaft mit der Insel Salamis in Griechenland.

## Verkehr

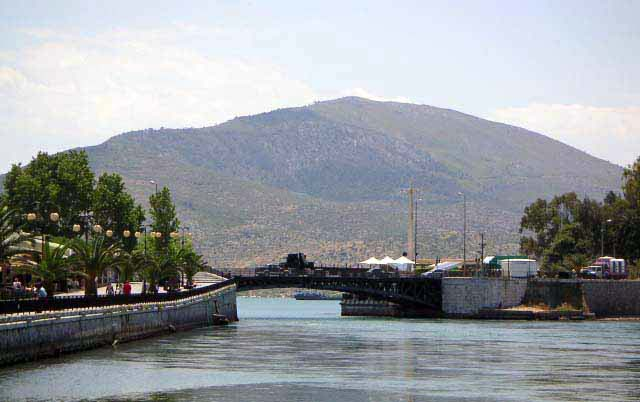
Die alte Brücke in Chalkida. Links der Inselteil, rechts das Festland der Stadt

Im Jahre 1992 wurde die Euripus-Brücke, eine mehrspurige Hängebrücke über den Euripos-Kanal fertiggestellt. Sie trägt wesentlich zur Verbesserung der Erreichbarkeit der Stadt Chalkida und den anderen Teilen der Insel Euböa bei. Vor der Eröffnung der neuen Brücke gab es nur eine kleine Klappbrücke an der engsten Stelle der Meerenge, die – mitten in der Stadt gelegen – die Hauptverbindung zwischen der Insel Euböa und dem zentralgriechischen Festland darstellte.

### Straßennetz
- Nationalstraße 44
- Nationalstraße 77
- Nationalstraße 1
- GR-A1 E 75.

## Sehenswürdigkeiten
Chalkida weist keine überragende Attraktion auf und wird von Touristen eher als Durchgangsstation zur Insel Euböa verstanden. Trotzdem gibt es einige Sehenswürdigkeiten, die sich vornehmlich im südlichen (älteren) Teil der Stadt befinden. Zu nennen sind vor allem:
- Die Kirche Agia Paraskevi wurde zeitweise von Katholiken genutzt, was auch die gotischen Zusätze erklärt. Die Kreuzrippengewölbe sind bis auf zwei kleinere in der osmanischen Zeit entfernt worden, da das Gebäude als Lagerhaus genutzt wurde. Nach der Gründung des griechischen Staates wurde das Gebäude wieder zum Gotteshaus, die Ikonostase wurde klassizistisch ausgeführt.
- Die Emir Zade Moschee ist unweit der Kirche und wird heute von Archäologen genutzt. Davor befindet sich ein osmanischer Brunnen zur rituellen Waschung.
- Das kleine archäologische Museum ist direkt im Zentrum. Es zeigt nur wenige Fundstücke, die auf die Bedeutung der Stadt als Keramikproduzent in der Antike hinweisen, dafür einige sehr wertvolle Skulpturen aus hellenistischer und römischer Zeit.
- Das römische Aquädukt (Kamares)
- das „Rote Haus“ im neoklassizistischen Stil
- die Festung Karababa auf der Festlands-Seite der Stadt
- die Synagoge in der Kotsou-Straße (Baujahr 1855) und der alte jüdische Friedhof in der Odos Ellinon Evräon Martyron (ehem. Messapion)

## Persönlichkeiten
- Fotis Ioannidis (* 2000), Fußballspieler

## Bilder

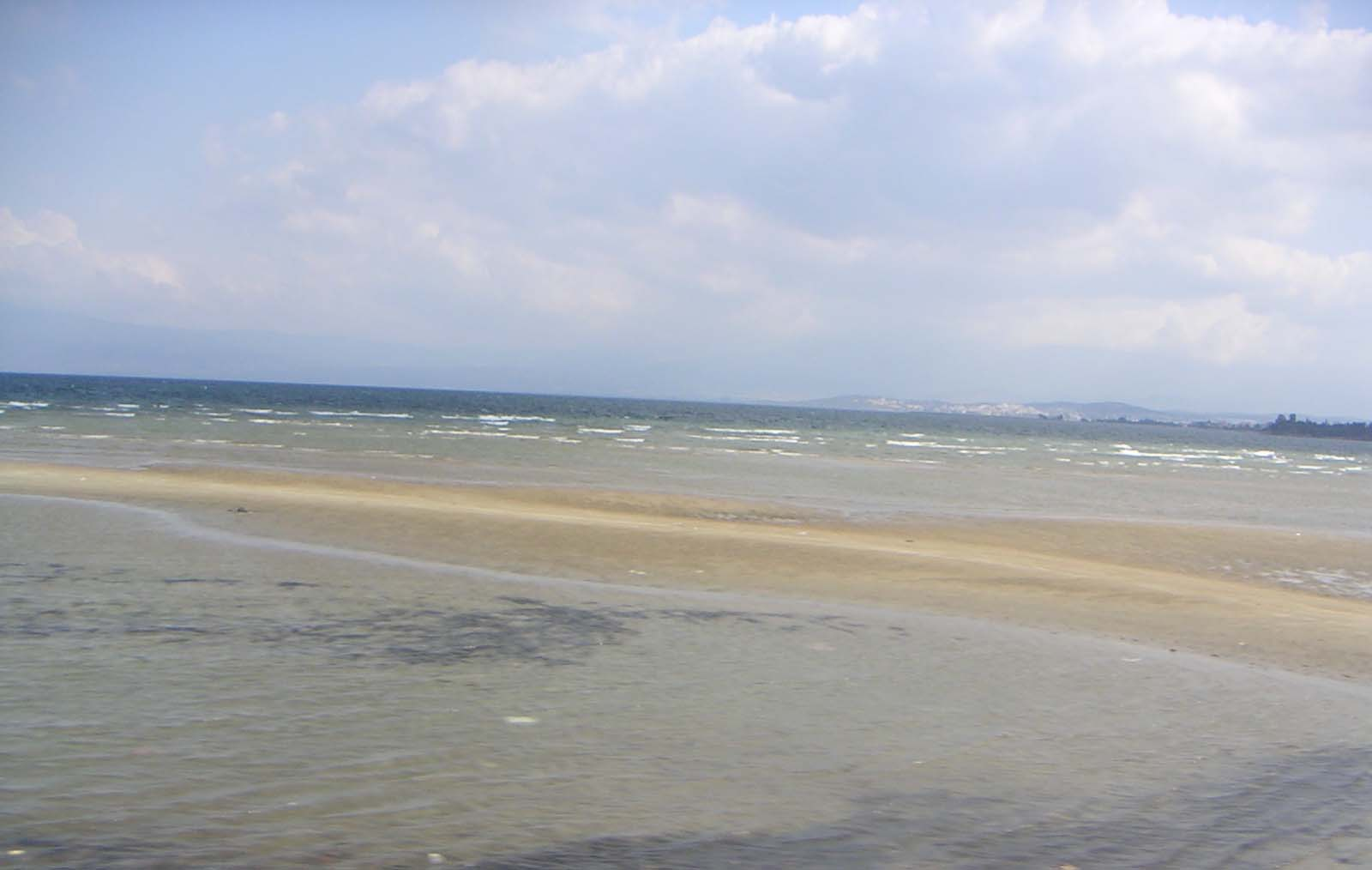
Ebbe in der Bucht von Chalkida
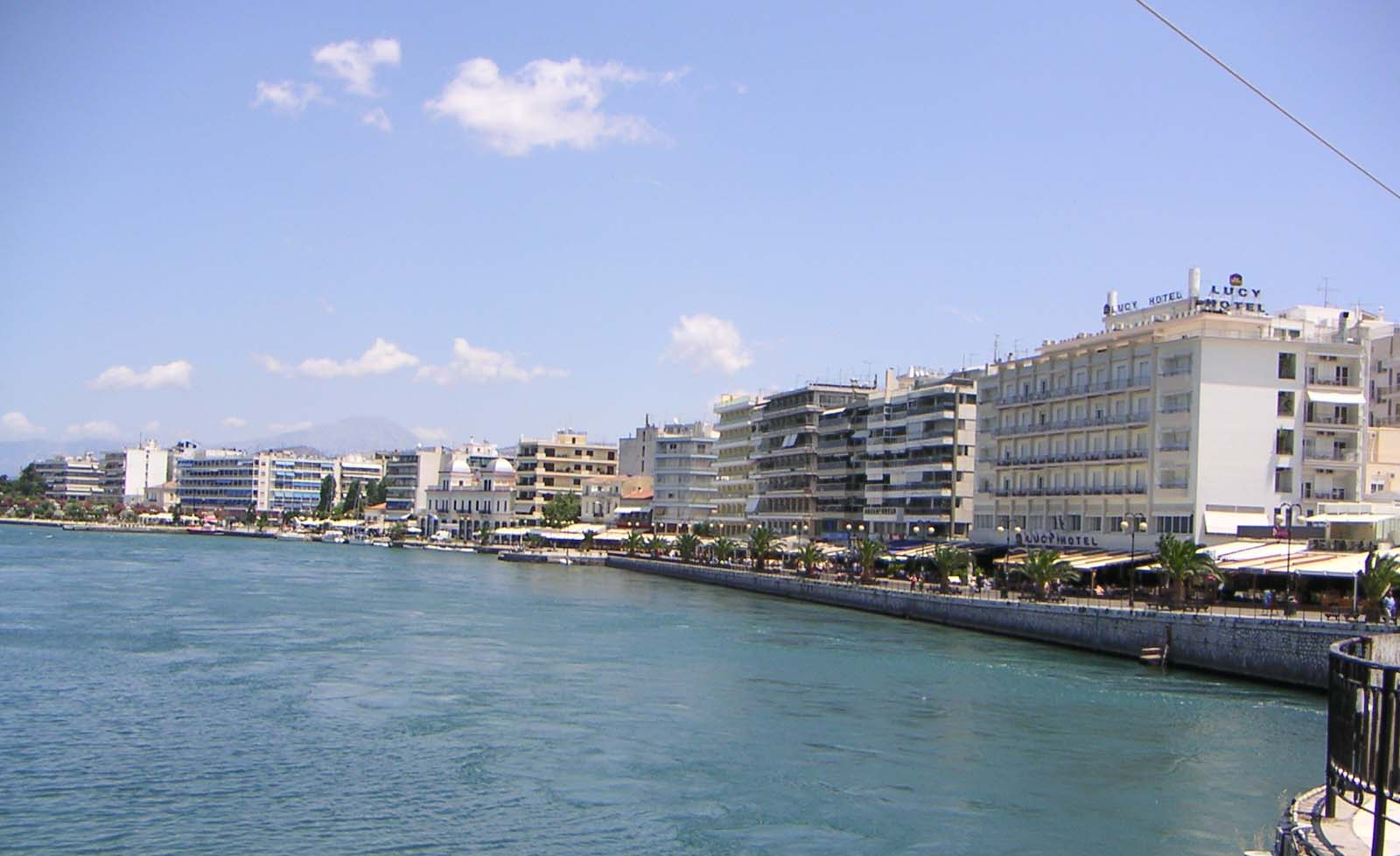
Die Strandpromenade des Inselteils der Stadt Chalkida
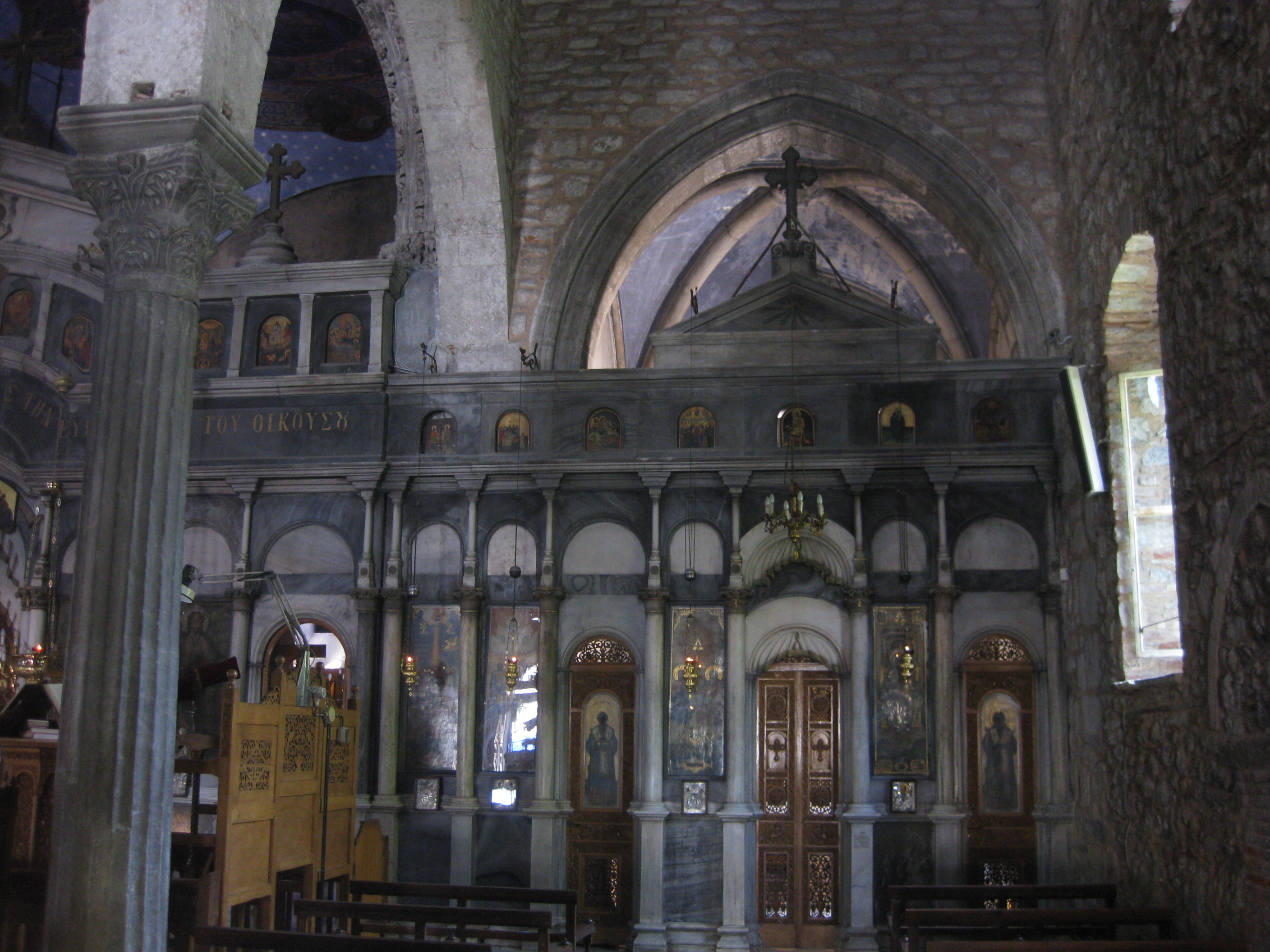
Die mittelalterliche Kirche Agia Paraskevi
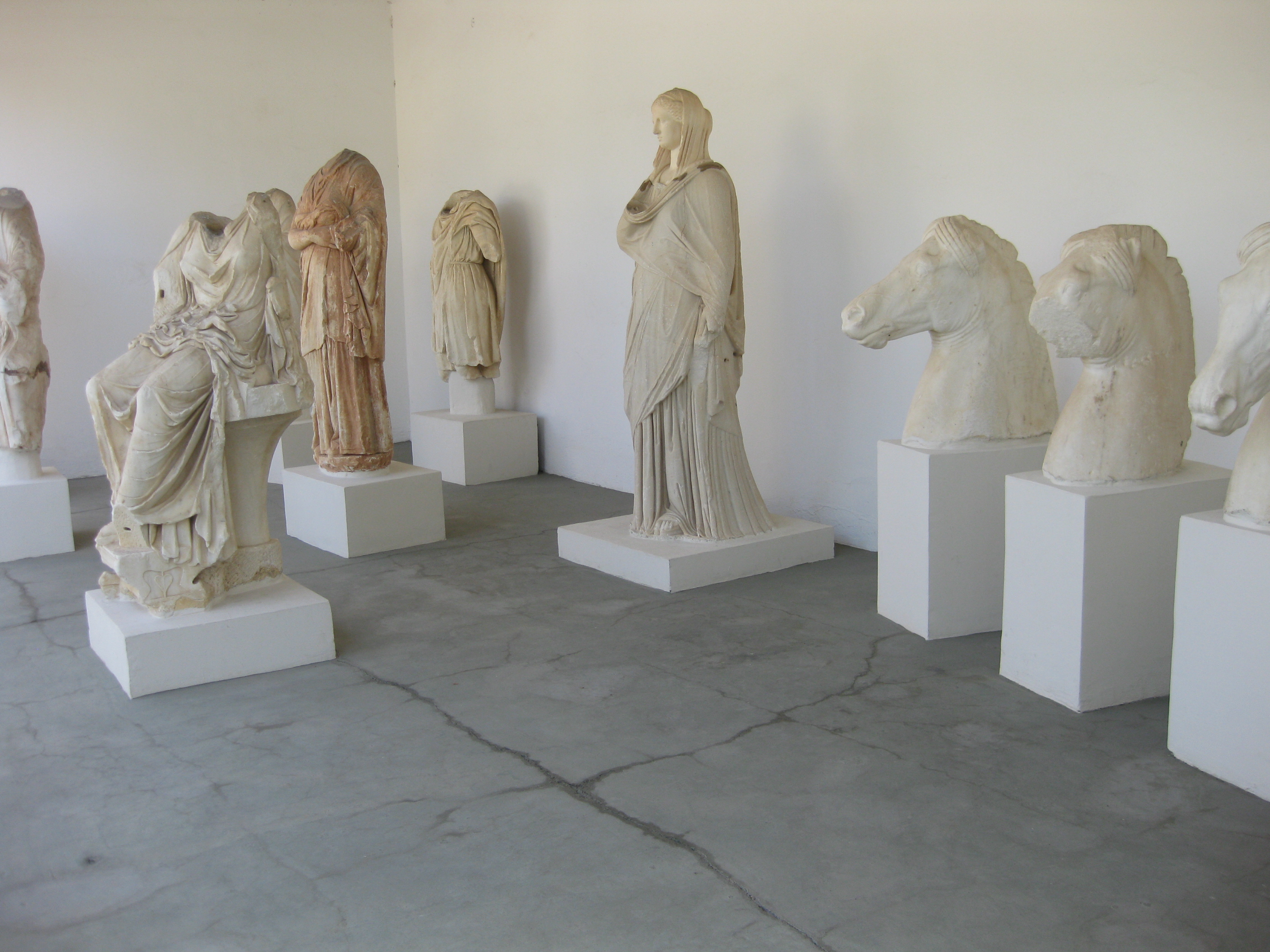
Das kleine archäologische Museum